# RCN Wola Rasztowska
Radiowe Centrum Nadawcze Wola Rasztowska (znane także jako Warszawa III) – radiowe centrum nadawcze znajdujące się w Woli Rasztowskiej. 22 lipca 1953 z okazji Narodowego Święta Odrodzenia Polski oddano do użytku system antenowy składający się z 4 masztów radiowych (2 po 150 m oraz 2 po 200 m) oraz 2 nadajników radiowych, z których jeden został przeznaczony do emisji na falach średnich (pracował on na częstotliwości 819 kHz z mocą 200 kW), a drugi do emisji programu zagranicznego. Nadajnik średniofalowy został wyłączony 1 lutego 1998 i zdemontowany.
Nadajnik obsługiwał kolejno:
- Polskie Radio Program II (od 1953 do 1 lipca 1983)
- Polskie Radio Program II i III (od 1 lipca 1983 do 5 września 1983)
- Polskie Radio Program I i Polskie Radio Program IV (od 5 września 1983 do 1 stycznia 1984)
- Polskie Radio Program IV (od 1 stycznia 1984 do 1 czerwca 1991)
- Polskie Radio Program IV i Radio Wolna Europa (od 1 czerwca 1991 do 8 października 1994)
- Polskie Radio Program IV i Radio Parlament (od 8 października 1994 do 24 września 1997)
- Polskie Radio Program I (od 24 września 1997 do 1 lutego 1998)